# Aldo Sambrell
Aldo Sambrell es el nombre artístico de Alfredo Sánchez Brell, actor español (Vallecas, Madrid, 23 de febrero de 1931 - Alicante, 10 de julio de 2010). Tiene en su haber una larga lista de películas, hasta trescientas, donde casi siempre interpreta el papel de villano, especialmente en los spaghetti westerns de los años 60 y 70.

## Biografía
Hijo de Basilia Brell y Francisco Sánchez, este último militar que tuvo que exiliarse a México por la Guerra civil española. Alfredo Sánchez y miembros de su familia sufrieron varias veces la prisión; de ahí afloraría su odio al régimen franquista. En su infancia afloró el gusanillo del cine, aficionándose a las películas del Oeste de aquella época.
Con solamente 12 años, se embarca rumbo a México para reunirse con su padre, que apenas conocía. En este país se dedicaría a la interpretación y a cantar rancheras mexicanas, de esa forma conoció al escritor José Recek Saade, quien le recomendó ir a Estocolmo a estudiar arte dramático. Allí se operó de alopecia, lo que le dejó una profunda cicatriz en su rostro, perfectamente visible en sus primeras películas.
A su vuelta de Suecia continuó su formación teatral en México, además de jugar al fútbol. Llegó a jugar en la 1.ª división de México tres temporadas con el Puebla, se le conocía como Madrileño Sánchez.
También jugó para el equipo Rayados de Monterrey en el 54 - 56, ayudando a que este equipo obtuviera el campeonato y ascendiera a Primera División, donde permanece desde entonces. Recientemente este equipo publicó su biografía y su aportación deportiva. En 1959 fallece su padre y decide volver a España, siguiendo su trayectoria como futbolista. Jugó en la 2.ª división española con el Alcoyano y, más tarde, con el Rayo Vallecano, donde abandonó la práctica del fútbol para centrarse en su faceta como actor.
Alfredo adopta el nombre artístico de Aldo Sambrell y enseguida entabla amistad con personas del mundo del cine, especialmente con Rafael Romero Marchent.
Aldo Sambrell debuta en el cine en 1962 en el film Atraco a las tres. Su primer western ya con los hermanos Marchent fue Tres hombres buenos al año siguiente.
A raíz de esos inicios, Aldo Sambrell se convertiría en uno de los secundarios más importantes en el nuevo género cinematográfico que acababa de nacer: el spaghetti western.
En 1964 se casa con Cándida López Cano, modelo de profesión, quien más adelante sería su representante. De una relación extramarital con la maquilladora portuguesa Lila Cavaleiro tuvo un hijo, Alfredo Xavier Sánchez Cavaleiro, en cuyo bautizo ejerció como padrino nada menos que Sergio Leone.
Precisamente este director italiano contó con Aldo Sambrell para la llamada trilogía del dólar. Aldo Sambrell es uno de los poquísimos actores que participan en las tres películas: Por un puñado de dólares, La muerte tenía un precio, El bueno, el feo y el malo y, más adelante, también actúa en Hasta que llegó su hora. En estas joyas del cine, Aldo Sambrell se codeó con actores de la talla de Clint Eastwood, Lee van Cleef, Gian Maria Volonte, Eli Wallach, Klaus Kinski, Henry Fonda, Charles Bronson, Claudia Cardinale, Woody Strode y muchos más.
A su vez, interviene en otros títulos del western europeo, como Arizona vuelve, Un dólar para Sartana, Manos torpes, Yo soy la revolución, ¡Agáchate, maldito!, y sobre todo, Navajo Joe, de Sergio Corbucci, donde hace de antagonista de Burt Reynolds junto con otros actores importantes como Fernando Rey, Álvaro de Luna, Frank Braña, Lorenzo Robledo, Eduardo Fajardo, etc.
En 1974, coincidiendo con el fin de los westerns europeos, Aldo Sambrell comienza a tener dificultades para interpretar papeles, así que decide crear su propia productora, Asbrell Productions, cuyo primer proyecto fue La última jugada, y en la que Aldo actuará como productor y director, especializándose en el género de acción y aventuras. En los años 90, la productora pasó a denominarse Aldo S. Brell Producciones Cinematográficas.
En 1993 Sambrell recibió el 14.º Premio Internazionale Fontana di Roma.
Aldo Sambrell es uno de los actores españoles más desconocidos para el público español, pero obtuvo un merecido reconocimiento en países como Italia o Estados Unidos. Pese a ello, viendo la lista de actores y directores con los que ha trabajado, se podría decir que Aldo Sambrell es el actor español más internacional que ha existido. Además de los antes nombrados, Aldo Sambrell ha compartido pantalla con estos otros actores: Ernest Borgnine, Oliver Reed, Sean Connery, John Carradine, Yul Brynner, Arnold Schwarzenegger, Raquel Welch, James Mason, Jack Palance, Alain Delon, Gina Lollobrigida, Anthony Quinn, Kirk Douglas y Orson Welles.
En 2003 el escritor José Manuel Serrano Cueto escribe el libro Aldo Sambrell, la mirada más despiadada, donde se entrevista al actor recorriendo toda su trayectoria artística. El mismo Serrano Cueto dirige en 2006 un cortometraje, Río seco, que Aldo Sambrell produce y protagoniza y que contaba los últimos días de la vida de un actor olvidado.
En febrero de 2008 se asocia con el escritor José Portolés, sobrino de Luis Buñuel, para fundar en Alicante la productora Duncan67, que no llegaría a realizar ninguna producción debido a las irregularidades del complejo Ciudad de la Luz, pero sí colaboró activamente con el área de Cinematografía de la Universidad de Alicante.
En junio de 2010 Aldo Sambrell ingresa en el Hospital General de Levante (Alicante) con pronóstico reservado, tras sufrir tres microinfartos cerebrales. Finalmente fallece el 10 de julio de ese mismo año, a la edad de 79 años. Fue incinerado y sus cenizas esparcidas en el poblado del Oeste "Fort Bravo", en el desierto de Tabernas, Almería.

## Filmografía

### Cine
- 1961 Rey de reyes .... soldado de Judea (no acreditado)
- 1962 Atraco a las tres
- 1963 Cleopatra
- 1963 Scheherezade
- 1963 Tres hombres buenos
- 1963 Gringo
- 1964 Relevo para un pistolero
- 1964 El sabor de la venganza
- 1964 Los pistoleros de Casa Grande
- 1964 Fuera de la ley .... sheriff (acreditado como Al Sambrell)
- 1964 Por un puñado de dólares
- 1964 El hombre de la diligencia, de José María Elorrieta
- 1964 Los rurales de Texas
- 1964 La carga de la policía montada, de Ramón Torrado
- 1964 La tumba del pistolero, de Amando de Ossorio
- 1964 Fuerte perdido
- 1964 Saul e David (Saúl y David)
- 1965 Finger on the Trigger (El dedo en el gatillo)
- 1965 Die Hölle von Manitoba / A Place Called Glory
- 1965 I tre sergenti del Bengala (Tres sargentos bengalíes)
- 1965 Son of a Gunfighter (El hijo del pistolero)
- 1965 All'ombra di una colt (Plazo para morir)
- 1965 La muerte tenía un precio
- 1965 Los cien caballeros .... Alfaquí (no acreditado
- 1965 Doctor Zhivago
- 1966 La muerte cumple condena
- 1966 Mando perdido
- 1966 Ringo de Nebraska
- 1966 Dinamita Jim
- 1966 La magnifica sfida (El halcón del desierto)
- 1966 Surcouf, l'eroi dei sette mari (El tigre de los siete mares)
- 1966 Texas Kid
- 1966 Joe el implacable
- 1966 Il grande colpo di Surcouf (Tormenta sobre el Pacífico)
- 1966 Yo soy la revolución
- 1966 El bueno, el feo y el malo
- 1967 Los despiadados
- 1967 La leyenda de un valiente
- 1967 Cara a cara
- 1968 Colpo sensazionale al servizio del Sifar (S.I.D. contra Kozesky), de José Luis Merino
- 1968 15 forche per un assassino (Quince horcas para un asesino)
- 1968 Un treno per Durango (Un tren para Durango)
- 1968 L'invincible Superman (Superargo el gigante)
- 1968 Vivo para matarte
- 1968 Un minuto per pregare, un istante per morire (Un minuto para rezar, un segundo para morir)
- 1968 Réquiem para el gringo
- 1968 Giugno '44 - Sbarcheremo in Normandia (Junio 44: desembarcaremos en Normandía), de León Klimovsky
- 1968 Hasta que llegó su hora
- 1968 Comanche blanco
- 1969 100 Rifles
- 1969 La legione dei dannati (La brigada de los condenados)
- 1969 Devilman Story, de Paolo Bianchini
- 1970 Tristana .... no acreditado
- 1970 Manos torpes
- 1970 Arizona si escatenò... e li fece fuori tutti (Arizona vuelve), de Sergio Martino
- 1970 Cannon for Cordoba (Cañones para Córdoba)
- 1970 Consigna: matar al comandante en jefe, de José Luis Merino
- 1971 Uccidi Django... uccidi per primo!!! (Tequila)
- 1971 A Town Called Hell (Una ciudad llamada Bastarda)
- 1971 Fuga sin fin .... como Miguel
- 1971 La luz del fin del mundo
- 1971 Giù la testa (¡Agáchate, maldito!)
- 1971 Hannie Caulder
- 1971 Kill
- 1971 Rain for a Dusty Summer
- 1971 Un dólar para Sartana
- 1971 El hombre de Río Malo
- 1972 Amico, stammi lontano almeno un palmo...  (Les llamaban y les llaman dos sinvergüenzas), de Michele Lupo
- 1972 Antony and Cleopatra (Marco Antonio y Cleopatra)
- 1972 Treasure Island (La isla del tesoro, de Andrea Bianchi y John Hough
- 1972 Viajes con mi tía
- 1973 Charley-One-Eye, de Don Chaffey
- 1973 Shaft en África
- 1973 Mi nombre es ninguno
- 1973 El viaje fantástico de Simbad
- 1974 El recién llegado escribió un epitafio - dirigida por él mismo
- 1974 Vudú sangriento, de Manuel Caño
- 1974 La dynamite est bonne a boire - dirigida por él mismo (acreditado como Alfred S. Brell)
- 1974 La loba y la paloma, de Gonzalo Suárez
- 1975 El viento y el león, de John Milius
- 1975 La última jugada - dirigida por él mismo
- 1976 A mí qué me importa que explote Miami
- 1976 Atraco en la jungla, de Gordon Hessler
- 1977 The Black Pearl (La perla negra), de Saul Swimmer
- 1977 Missile X - Geheimauftrag Neutronenbombe (La guerra de los misiles), de Leslie H. Martinson
- 1977 El perro
- 1978 L'infermiera di campagna (La doctora del campo), de Mario Bianchi
- 1978 Sella d'argento, de Lucio Fulci
- 1978 La invasión, de Julio César Mármol
- 1979 Süpermenler (Los tres supermanes contra el padrino) - también coproductor
- 1979 Savana violenza carnale (Infierno en la selva)
- 1979 Mundo verde / El hombre del grande río dirigida y escrita por él mismo
- 1980 Cuatro locos buscan manicomio
- 1980 Matar para vivir - dirigida y escrita por él mismo
- 1980 Cabo Blanco
- 1980 Monstroid: It Came from the Lake / Monster
- 1980 Messo comunale praticamente spione (La doctora, el alcalde y su señora), de Mario Bianchi
- 1981 L'ultimo harem .... jefe beduino (no acreditado)
- 1981 Paula mujer de la noche - dirigida por él mismo
- 1981 Las muñecas del King Kong
- 1982 Otello (Comando negro)
- 1982 Los diablos del mar, de Juan Piquer Simón
- 1982 Conan el bárbaro, de John Milius
- 1982 Biancaneve & Co (Blancanieves y los siete sádicos)
- 1982 La leyenda del tambor
- 1982 La bimba di Satana (La hija de Satanás), de Mario Bianchi
- 1983 Al oeste de Río Grande
- 1983 I padroni del mondo (Los forjadores del mundo)
- 1984 Mon ami Washington, de Helvio Soto
- 1984 Tuareg - Il guerriero del deserto, de Enzo G. Castellari
- 1984 Goma-2, de José Antonio de la Loma
- 1984 Héctor, el estigma del miedo
- 1984 Yellow Hair & the Pecos Kid
- 1984 Fuego cruzado
- 1984 Le schiave di Caligola / Roma. L'antica chiave dei sensi
- 1985 Hierro dulce
- 1985 Tex e il signore degli abissi (Tex y el señor de los abismos), de Duccio Tessari
- 1986 Flavia
- 1986 La revancha - dirigida por él mismo junto con Fernando Orozco
- 1986 La noche de la ira, de Javier Elorrieta
- 1986 El orden cómico, de Álvaro Forqué
- 1986 Instant Justice (Marine: entrenado para matar)
- 1987 Ladrón de chatarra
- 1987 El ataque de los pájaros
- 1987 I picari (Los alegres pícaros), de Mario Monicelli
- 1988 Femmine
- 1988 Oro fino
- 1988 Abat-jour
- 1989 Al-Andalus, el camino del sol
- 1989 The Return of the Musketeers (El regreso de los mosqueteros), de Richard Lester
- 1989 Sangre y arena
- 1989 El río que nos lleva
- 1990 Commando terrorista
- 1990 Seducción mortal
- 1990 La cruz de Iberia
- 1990 Superagentes en Mallorca
- 1990 Hot Blood
- 1991 Armadura de Dios II: Operación Cóndor (Operación Cóndor), de Jackie Chan
- 1991 Caged - Le prede humane (Mujeres enjauladas)
- 1992 Narcos
- 1994 Hombres de acero
- 1995 Soldato ignoto
- 1995 Dis-moi oui...
- 1995 Bambola di carne
- 1996 Killer Barbys
- 1996 Aquí llega Condemor, el pecador de la pradera
- 1996 Pasajes
- 1997 Hamam: el baño turco - solo coproductor y escritor
- 1997 Tender Flesh (Carne fresca), de Jesús Franco
- 1998 Ma il buon Dio è proprio in gamba?
- 1998 Solo Dios lo sabe
- 1998 Outlaw Justice (La justicia de los forajidos)
- 2002 Killer Barbys contra Drácula
- 2003 Flesh for the Beast
- 2004 Legami sporchi
- 2005 El masticar de los muertos en sus tumbas, cortometraje
- 2006 Río seco, cortometraje - también productor
- 2008 El señor Leví (de Mª José Rodero)

### Televisión
- 1965 Don Quijote von der Mancha, miniserie
- 1966 The Rat Patrol (Comando en el desierto), episodio "The Gun Runner Raid"
- 1966 The Man Who Never Was
- 1973 The Protectors, serie de televisión
- 1975 Jo Gaillard
- 1975 Kara Ben Nemsi Effendi, serie de televisión
- 1977 Curro Jiménez
- 1980 El valle secreto
- 1982 Runaway Island (La isla de los fugitivos), serie de televisión
- 1985 Black Arrow, telefilm
- 1986 John Silver's Return to Treasure Island, miniserie
- 1988 Hemingway
- 1989 Ocean
- 1989 The Man in the Brown Suit
- 1990 Drug Wars: The Camarena Story, miniserie
- 1990 Brigada Central
- 1991 Don Quijote de La Mancha
- 1992 El C.I.D.
- 1999 The Long Kill (La justicia de los forajidos), telefilm
- 1999 La fuerza del deseo, dirigida por él mismo
- 2007 El comisario
- 2011 Las nuevas aventuras del Zorro